# 風の影
『風の影』（かぜのかげ、原題：La Sombra del Viento） は、カルロス・ルイス・サフォンによるスペインの小説。

## 概要
2001年にスペインで発表された、作者の5作目の小説で、
- フェルナンド・ララ小説準賞
- リブレテール賞
- バングアルディア紙読者賞

の三賞を受賞した作品。
《忘れられた本の墓場》が物語の鍵となる全四部作の構想が作者により発表されており、本作はその第一部である。第二部「天使のゲーム（原題：El juego del ángel）」は2008年にスペインで発表されたが、時代背景の異なる独立した作品である。
2006年の時点で17言語、37カ国で翻訳されており、スペインでの出版から早々に翻訳版が出されたドイツでは、当時の外相ヨシュカ・フィッシャーが本作を絶賛し、「サフォン・マニア」という言葉が生まれ、フランスでは2004年に最優秀外国文学賞を受賞、日本では「このミステリーがすごい!」の2007年（海外版）の第4位となるなど、世界各国でベストセラーになった。全世界で500万部以上を売り上げ、その影響により、次作「天使のゲーム」は初版100万部という史上最多の記録を樹立した。

## あらすじ
1945年の霧深いある朝、10歳の少年ダニエルは古書店を営む父に、《忘れられた本の墓場》へ連れて行かれる。そこを初めて訪れた人間は、必ず1冊の本を選び、その本が今後決してこの世から消え去らないように守り続けねばならない。ダニエルが選んだのは、『風の影』という1冊の本。
一晩の内に『風の影』を読了し、深く感動しすっかり魅了されたダニエルは、作者フリアン・カラックスがどんな人物だったのか、彼の過去に興味を持ち始める……。
フリアンの過去を探るうちにダニエルは、彼の過去と今の自分が置かれている立場が似通っていることに気が付く。内戦の残り香漂うバルセロナを舞台に、ダニエルの恋愛・冒険・成長が描かれる。

## 登場人物
ダニエル・センペーレ (Daniel Sempere)
4歳になる直前に母親がコレラで亡くなり、それ以来父親と二人暮らし。10歳の時に父親に連れられて《忘れられた本の墓場》へ行き、そこで『風の影』と出会い、作者のフリアン・カラックスに興味を持つ。
センペーレ (Sempere)
ダニエルの父親。古本や収集家向けの稀こう本を専門に扱う古書店「センペーレと息子書店」の主人。父親から引き継いだ。厳しい道徳観の持ち主。
グスタボ・バルセロ (Gustavo Barceló)
センペーレの古くからの友人で、同じく古書店経営者。いつもダンディーな装いをしている。ダニエルが手に入れた『風の影』を高値で買い取ろうとする。
クララ・バルセロ (Clara Barceló)
グスタボ・バルセロの姪。盲目。両親を亡くし、唯一の身寄りであるグスタボの元に身を寄せる。少女の頃、家庭教師からフリアン・カラックスの『赤い家』を借り、カラックスに魅了される。ダニエルの初恋の相手となる。
フェルミン・ロメロ・デ・トーレス (Fermín Romero de Torres)
ホームレス。ダニエルがクララの情事を目撃してしまった時に知り合う。元役人。博識で饒舌、その場しのぎの嘘が上手い。後にセンペーレの書店に書籍アドバイザーとして雇われる。
フランシスコ・ハビエル・フメロ (Francisco Javier Fumero)
バルセロナ警察の刑事部長。内戦時代、数々の組織を渡り歩いた殺し屋。殺し屋時代には、クララの父親もその犠牲となった。聖ガブリエル学園の守衛の息子で、友達がおらず孤独だったところを、フリアンが声をかけ、友達の仲間入りをするが、馴染めなかった。ペネロペのことを好きになるが、フリアンとの関係を知ってしまい、嫉妬に駆られてフリアンを殺そうとまでした。
イサック・モンフォルト（Isaac Monfort）
《忘れられた本の墓場》の管理人。
ジョセップ・カベスタニー
かつて出版社を経営していたイサックの友人。フリアン・カラックスの作品をパリで発掘し、出版権を安く手に入れ販売していた。
ヌリア・モンフォルト (Nuria Monfort)
カベスタニーの出版社に勤めていた女性。イサックの娘。会社の倉庫が放火される前にカラックスの既刊本を1冊ずつ持ち帰り、《忘れられた本の墓場》に隠していた。ダニエルにフリアンの過去を話すが……。
トマス・アギラール (Tomás Aguilar)
ダニエルの友達。実用性の低い数々の発明品を発明する。控え目で思慮深いが、強面で体格もよい。妹の相手がダニエルと知り、怒りを爆発させる。
ベアトリス・アギラール (Beatriz Aguilar)
トマスの妹。美人でスタイル抜群。軍隊に従事している恋人がおり、彼が任期満了で除隊になったら結婚する予定である。ダニエルと再会し、恋人同士になる。
フリアン・カラックス (Julián Carax)
『風の影』の作者。小説家としてはあまり振るわず、昼間に娼館のサロンでピアノを弾いて生活費を稼ぎ、小説は夜に書いていた。母親の不義の子として、父親から「罪の子」として育てられた。父親の帽子屋を手伝っている時に、リカルド・アルダヤに気にいられ、聖ガブリエル学園に通わせてもらえることになる。ペネロペと秘密の恋人同士となるが、引き裂かれた。『風の影』以外の著書に、『赤い家』『大聖堂（カテドラル）の泥棒』などがある。
ペネロペ・アルダヤ (Penélope Aldaya)
大財閥の令嬢。フリアンと愛し合っていたが、引き裂かれた。
リカルド・アルダヤ (Ricardo Aldaya)
バルセロナの大財閥。ペネロペとホルヘの父親。フォルトゥニーの帽子屋を訪れた際、フリアンを非常に気に入り、教育面で援助を申し出た。いずれは自分の会社で働いてもらおうと思っていたが、ペネロペとの関係を知り、激怒する。
ホルヘ・アルダヤ (Jorge Aldaya)
リカルドの息子。ペネロペの兄。フリアンとは聖ガブリエル学園時代の同級生。
ハシンタ・コロナド (Jacinta Coronado)
アルダヤ家の乳母で、ペネロペとホルヘを育てた。ペネロペを溺愛していた。ペネロペとフリアンの架け橋となるが、2人の関係がリカルドに露顕して以降は、屋敷を追い出され、現在はサンタマリアの養老院に入っている。
アントニ・フォルトゥニー（Antoni Fortuny）
ロンダ・デ・サンアントニオ通りで帽子店を経営していたフリアンの父親。故人。
ソフィー・カラックス（Sophie Carax）
フリアンの母親。フランス人。フォルトゥニーに暴力を振るわれていた。フリアンはフォルトゥニーの子ではない。
ライン・クーベルト (Laín Coubert)
『風の影』に登場する悪魔の名。現実世界でもダニエルの前に現れる「顔のない男」。カベスタニーの会社のカラックスの在庫を高値で買い取るとオファーしたが、更に値段を吊り上げられ倉庫に放火した。
ミケル・モリネール (Miquel Moliner)
フリアンの聖ガブリエル学園時代の親友。後にヌリアと結婚した。
フェルナンド・ラモス (Fernando Ramos)
フリアンの聖ガブリエル学園時代の友人。神父。